# ОФК Градина Сребреник
Омладински фудбалски клуб Градина Сребреник је фудбалски клуб из Сребреника, Босна и Херцеговина. Основан је 1953. године а највећи успех клуба је једногодишње учешће у Премијер лига Босне и Херцеговине у сезони 2012/13.